# Pomnik Króla Maciusia I w Szczecinie
Pomnik Króla Maciusia I w Szczecinie – pomnik ku czci Janusza Korczaka, znajdujący się przed budynkiem Szkoły Podstawowej nr 54 przy ul. Rayskiego w Szczecinie.
Pomnik przedstawia wykonaną w różowym granicie postać Króla Maciusia I, tytułowego bohatera książki Janusza Korczaka. Mierząca 145 cm wysokości postać ukazana została w pozycji stojącej, z lekko opuszczoną głową wpatrzoną w trzymanego w rękach słowika. Rzeźba posadowiona jest na niewielkim filarku wykonanym z betonu, do którego przytwierdzono spiżową tabliczkę z napisem Król Maciuś I. U podstawy pomnika wmurowana jest spiżowa tablica z napisem Januszowi Korczakowi, wychowawcy i przyjacielowi młodzieży, 1961.
Pomnik, zaprojektowany przez Mieczysława Weltera i wykonany na zlecenie oraz ze środków Wydziału Kultury Wojewódzkiej Rady Narodowej, odsłonięto 1 czerwca 1961 roku przed budynkiem Szkoły Podstawowej nr 54 im. Janusza Korczaka przy ul. Obrońców Stalingradu (ob. Edmunda Bałuki). W 2012 roku, w związku z przenosinami placówki, został zdemontowany i poddany renowacji. 21 marca 2013 roku odsłonięto go w nowej lokalizacji przy ul. Rayskiego.